# Tout le monde il est beau, tout le monde il est gentil
Pour les articles homonymes, voir Tout le monde il est beau, tout le monde il est gentil (homonymie).
Pour plus de détails, voir Fiche technique et Distribution.
Tout le monde il est beau, tout le monde il est gentil est une comédie satirique réalisée par Jean Yanne, sortie en 1972 et décrivant le monde de la radio.

## Synopsis
Christian Gerber, reporter à Radio Plus, est dans un pays d'Amérique andine pour tenter de rencontrer Ricardo Salinas, chef rebelle révolutionnaire et disciple du Che Guevara, qui lutte contre le gouvernement militaire péruvien. Réussissant après maintes difficultés à l'interviewer dans son quartier général au cœur de la jungle, Gerber est contraint de rentrer en France bredouille, Salinas lui ayant cyniquement confisqué son matériel et sa bande.
À Paris, il constate que les radios concurrentes ont déjà diffusé des interviews de Salinas, mais se sachant le seul à avoir pu l'approcher, il précise à l'antenne qu'il s'agit de reportages bidonnés par les journalistes depuis leur hôtel. En conséquence, le président de Radio Plus ordonne le licenciement de Gerber, mais Plantier, le directeur, le met simplement sur une voie de garage en le nommant « superviseur des émissions artistiques » (Gerber ayant aidé le directeur dans une situation embarrassante qu'il ne souhaite pas ébruiter). N'appréciant pas le cynisme de sa radio, dont la nouvelle ligne éditoriale a été axée sur Jésus-Christ pour flatter l'audience, Gerber écrit des chansons humoristiques sur Jésus ; celles-ci n'étant pas du tout du goût de Plantier, la dispute devient inéluctable. Gerber diffuse alors à l'antenne une lettre de démission radiophonique critiquant la vulgarité de la direction.
Constatant la médiocrité de ses programmes, le président de Radio Plus licencie Plantier et le remplace par Gerber, qui négocie une totale liberté sur la ligne éditoriale. Dans son « journal de la vérité », Gerber n'hésite pas à prouver à l'antenne, notamment par le biais de tests de produits divers, l'hypocrisie des politiques et des industriels. Malgré le succès d'audience, le retrait progressif des annonceurs publicitaires met à mal l'équilibre financier de la station, forçant le président à en écarter Gerber.

## Fiche technique
- Titre : Tout le monde il est beau, tout le monde il est gentil
- Réalisation : Jean Yanne
- Scénario et dialogues : Jean Yanne et Gérard Sire
- Musique : Michel Magne
  - Orchestration : Claude Germain
  - Paroles des chansons : Jean Yanne
- Chorégraphie : Monique Vence
- Photographie : Jean Boffety
- Son : Jean-Pierre Ruh
- Montage : Anne-Marie Cotret, Monique Teisseire, Anne Fortin
- Décors : Jacques Dugied
- Dessins et générique : Tito Topin
- Production : Jean Yanne et Jean-Pierre Rassam pour Cinéquanon
- Studios : Paris-Studios-Cinéma (Studios de Billancourt)
- Pays d'origine :  France
- Langue originale : français
- Genre : comédie
- Durée : 105 minutes
- Dates de sortie :
  - France : 5 mai 1972
  - Pays-Bas : 24 mai 1973
- Affiche : Clément Hurel (France)

## Distribution
- Jean Yanne : Christian Gerber
- Bernard Blier : le président Louis-Marcel Thulle
- Michel Serrault : Marcel Jolin
- Marina Vlady : Millie Thulle
- Jacques François : Plantier
- Jacqueline Danno : Maïté Plantier
- Paul Préboist : le curé de campagne
- Daniel Prévost : Sylvestre Ringeard
- Ginette Garcin : la script chanteuse
- Roger Lumont : Jean-Christian Bonquin, le rédacteur en chef
- Henri Vilbert : Aimé Gloran-Glabel, l'homme politique
- André Gaillard : un rédacteur
- Maurice Risch : un rédacteur
- Teddy Vrignault : Thomas, un rédacteur
- Jean-Marie Proslier : Aurélien Mougerand, un journaliste
- Annie Kerani : Annie, une speakerine
- Jean Obé : docteur Radio-Plus, le médecin de la station
- Jean-Roger Caussimon : le père Derugleux
- Yvan Varco : le curé moderne
- Lawrence Riesner : le publicitaire
- Jean Martinelli : un président
- Jean-Pierre Rassam : un danseur
- Marco Perrin : Ricardo Salinas, le chef des rebelles
- René Aranda
- Karyn Balm : une animatrice
- Jean-Pierre Barlier : l'accompagnateur de la chanteuse
- Marie-Martine Bisson : une animatrice
- Henri Courseaux : un rédacteur
- Yannick Delplanche
- Jacques Faber
- Henri Guégan : le chauffeur du président Louis-Marcel Thulle
- Marie-José Klein
- Sylvain Levignac : un président de syndicat
- Jean-Louis Maury : un président
- Chantal Nobel
- Edith Ploquin : Lucette, l'une des deux stagiaires de l'école d'hôtesse, assistante de Gerber
- Nicole Norden : l'autre stagiaire de l'école d'hôtesse, assistante de Gerber
- Agnès Petit
- Chouki Schaeffer
- Gérard Sire : lui-même, à la maison de l'ORTF, le collègue que contacte Gerber pour chercher du travail
- Maurice Vamby : le chroniqueur sportif
- Michel Magne : un salarié de Radio-Plus, mettant un casque, puis au piano blanc, puis sous la table lors du plan panoramique de 0h27 à 0h29.
- Gabriel Rodriguez : un des rebelles
- Jean-Claude Massoulier : dans la boîte de nuit, un créateur graphique ami de Gerber
- Bernard Cohn
- Guy Bordeaux
- Alain Faivre
- Jean Triboux
- René Lénoty

## Musique
Albums de Michel Magne
Fleur d'oseille
(1972) Moi y'en a vouloir des sous
(1973)
Singles
1. Tout le monde il est beau
Sortie : 1972

La musique, composée par Michel Magne parodie de nombreux styles musicaux. Anne Germain imite également les chanteuses de l'époque sur certains titres : Sylvie Vartan, Zizi Jeanmaire, France Gall. La bande-originale est pressée en vinyle 33 tours chez Barclay contenant six titres par face. En 2006, la bande-originale est rééditée en disque compact par le label EmArcy, dans la collection Écoutez le cinéma!, avec deux titres supplémentaires et deux titres bonus par rapport à l'édition originale.
1. Tout le monde il est beau (3:48) - interprété par Jean Yanne
2. Notre père sur mesure (3:36) - interprété par N'Dongo Lumba (pseudonyme de Klaus Blasquiz)
3. Jésus Tango (1:45) - interprété par Ginette Garcin
4. Ciné Qua Pop (2:35)
5. Symphonie pour odeur et lumière (2:35) - interprété par Anne Germain
6. Jésus, rends-moi Johnny (1:32) - interprété par Anne Germain, parodiant Sylvie Vartan
7. Alléluia garanti (3:22) - interprété par Jean Yanne
8. Tout le monde il est beau (2:35) - instrumental
9. Jésus Java (2:00) - interprété par Anne Germain, parodiant Zizi Jeanmaire
10. Jésus San Francisco (2:18) - interprété par N'Dongo Lumba (pseudonyme de Klaus Blasquiz)
11. Tilt pour Jésus Christ (2:54)
12. Che O Che O (1:27) - interprété par Anne Germain, façon chanteuse d’Amérique latine.
13. Symphonie ciné qua non (3:41)
14. Chanson bête et stupide (1:53) - interprété par Anne Germain, parodiant France Gall
15. Alléluia Garanti (2:52) - version play-back
16. Tout le monde il est beau (2:48) - version play-back

## Production

### Génèse et développement
Le film a pour origine les relations légendaires de Jean Yanne avec les directions de l'audiovisuel « champion en matière de licenciements » : renvoyé pour son impertinence de la télévision française en 1965, il est embauché par RTL qui le renvoie en 1969. Il est également renvoyé d'Europe 1 et France Inter.

### Tournage
Le film a été tourné :
- à Paris,
- au Bois de Boulogne (Paris),
- dans le Val de Marne (Aéroport de Paris-Orly),
- aux studios de Boulogne-Billancourt.

## Sortie et accueil

### Réception critique
Au moment de sa sortie en salles, le long-métrage ne fait pas l'unanimité auprès des critiques. Si la majorité de la presse est bienveillante et reconnaît en Jean Yanne un réalisateur qui ne manque pas de talent, une autre partie des critiques lui reprochent certaines attaques, ainsi que « son simplisme politique ».

### Box-office
Tout le monde il est beau, tout le monde il est gentil est le film qui cumulera sur l'année 1972 le plus de semaines en no 1 du nombre d'entrées (pendant 12 semaines).
Le film sort en salles le 3 mai 1972 en concurrence avec L'Aventure, c'est l'aventure de Claude Lelouch, mais aussi avec Nous ne vieillirons pas ensemble de Maurice Pialat, dans lequel Jean Yanne tient également la tête d'affiche et pour lequel il a vécu un tournage conflictuel avec le réalisateur. Pour sa première semaine d'exploitation et distribué dans douze salles sur Paris, le long-métrage prend la première place du box-office de la capitale avec 123 859 entrées où il est distribué dans douze salles, faisant mieux que Nous ne vieillirons pas ensemble, distribué dans quinze salles et vu par 89 794 spectateurs. Sur l'ensemble du territoire français, Tout le monde il est beau, tout le monde il est gentil démarre doucement, enregistrant 100 183 entrées durant sa première semaine à l'affiche et une quatrième place du box-office et légèrement battu par Ne nous vieillirons pas ensemble (plus de 137 000 entrées).	Délogé de la tête du box-office parisien la semaine suivante par L'Aventure c'est l'aventure, le film reprend la première place en troisième semaine avec 128 301 entrées, pour un total de 383 735 entrées. Alors que le film démarre bien sur la capitale, l'accueil est relativement modeste pour sa deuxième semaine sur l'ensemble du territoire français (province et Paris compris), mais devra attendre sa troisième semaine d'exploitation pour atteindre le podium et voir ses chiffres de fréquentation augmenter, avec 218 232 entrées à cette période, pour un total de 459 496 entrées.
Tout le monde il est beau parvient à s'emparer de la première place du box-office français à partir de sa quatrième semaine d'exploitation et ne la quittera pas durant les huit semaines suivantes (obtenant son meilleur résultat hebdomadaire en sixième semaine avec plus de 318 000 entrées à cette période et passant le million de spectateurs en France en cinquième semaine). Lors de sa neuvième et dernière semaine à la première place du box-office français, le long-métrage a déjà été vu par plus de 2 600 000 entrées. Après avoir été délogé par Le Bon, la brute et le truand en treizième semaine, Tout le monde il est beau reprend pour trois semaines la tête du box-office en frôlant les 3 millions de spectateurs.
| Semaine                                                                              | Semaine                        | Rang | Entrées | Cumul     | no 1 du box-office hebdo.                              |
| ------------------------------------------------------------------------------------ | ------------------------------ | ---- | ------- | --------- | ------------------------------------------------------ |
| 1                                                                                    | 3 au 9 mai 1972                | 4    | 100 183 | 100 183   | L'Aventure, c'est l'aventure                           |
| 2                                                                                    | 10 au 16 mai 1972              | 4    | 141 081 | 241 264   | L'Aventure, c'est l'aventure                           |
| 3                                                                                    | 17 au 23 mai 1972              | 2    | 218 232 | 459 496   | L'Aventure, c'est l'aventure                           |
| 4                                                                                    | 24 au 30 mai 1972              | 1    | 266 018 | 725 514   | Tout le monde il est beau, tout le monde il est gentil |
| 5                                                                                    | 31 au 6 juin 1972              | 1    | 313 680 | 1 039 194 | Tout le monde il est beau, tout le monde il est gentil |
| 6                                                                                    | 7 au 13 juin 1972              | 1    | 318 519 | 1 357 713 | Tout le monde il est beau, tout le monde il est gentil |
| 7                                                                                    | 14 au 20 juin 1972             | 1    | 279 081 | 1 636 794 | Tout le monde il est beau, tout le monde il est gentil |
| 8                                                                                    | 21 au 27 juin 1972             | 1    | 209 639 | 1 846 433 | Tout le monde il est beau, tout le monde il est gentil |
| 9                                                                                    | 28 juin au 4 juillet 1972      | 1    | 234 581 | 2 081 014 | Tout le monde il est beau, tout le monde il est gentil |
| 10                                                                                   | 5 au 11 juillet 1972           | 1    | 167 891 | 2 248 905 | Tout le monde il est beau, tout le monde il est gentil |
| 11                                                                                   | 12 au 18 juillet 1972          | 1    | 135 510 | 2 384 415 | Tout le monde il est beau, tout le monde il est gentil |
| 12                                                                                   | 19 au 25 juillet 1972          | 1    | 118 229 | 2 502 644 | Tout le monde il est beau, tout le monde il est gentil |
| 13                                                                                   | 26 juillet au 1er août 1972    | 2    | 127 006 | 2 629 650 | Le Bon, la brute et le truand                          |
| 14                                                                                   | 2 au 8 août 1972               | 1    | 117 264 | 2 746 914 | Tout le monde il est beau, tout le monde il est gentil |
| 15                                                                                   | 9 au 15 août 1972              | 1    | 137 505 | 2 884 419 | Tout le monde il est beau, tout le monde il est gentil |
| 16                                                                                   | 16 au 22 août 1972             | 1    | 111 781 | 2 996 200 | Tout le monde il est beau, tout le monde il est gentil |
| 17                                                                                   | 23 au 29 août 1972             | 2    | 95 649  | 3 091 849 | Elle cause plus... elle flingue                        |
| 18                                                                                   | 30 août au 5 septembre 1972    | 3    | 86 478  | 3 178 327 | Elle cause plus... elle flingue                        |
| 19                                                                                   | 6 au 12 septembre 1972         | 3    | 99 659  | 3 277 986 | Elle cause plus... elle flingue                        |
| 20                                                                                   | 13 au 19 septembre 1972        | 4    | 82 998  | 3 360 984 | Orange mécanique                                       |
| 21                                                                                   | 20 au 26 septembre 1972        | 6    | 71 455  | 3 432 439 | La Course du lièvre à travers les champs               |
| 22                                                                                   | 27 septembre au 3 octobre 1972 | 7    | 70 499  | 3 502 938 | Les Fous du stade                                      |
| 23                                                                                   | 4 au 10 octobre 1972           | 6    | 69 429  | 3 572 367 | Les Fous du stade                                      |
| 24                                                                                   | 11 au 17 octobre 1972          | 13   | 50 192  | 3 622 559 | Les Fous du stade                                      |
| 25                                                                                   | 18 au 24 octobre 1972          | 14   | 48 069  | 3 670 628 | Les Fous du stade                                      |
| 26                                                                                   | 25 au 31 octobre 1972          | 18   | 31 463  | 3 702 091 | Le Parrain                                             |
| 27                                                                                   | 1er au 7 novembre 1972         | 13   | 47 351  | 3 749 442 | Le Parrain                                             |
| 28                                                                                   | 8 au 14 novembre 1972          | 17   | 31 003  | 3 780 445 | Le Parrain                                             |
| 29                                                                                   | 15 au 21 novembre 1972         | 22   | 25 640  | 3 806 085 | Le Parrain                                             |
| Entre le 22 novembre et le 6 décembre 1972, le film est hors du top 30 hebdomadaire. |                                |      |         |           |                                                        |
| 32                                                                                   | 7 au 12 décembre 1972          | 27   | 20 232  | 3 862 563 | Les Fous du stade                                      |

Pour sa première année d'exploitation dans les salles, Tout le monde il est beau, tout le monde il est gentil totalise 3 898 662 entrées, ce qui lui vaut de se hisser à la troisième place du box-office annuel de 1972, tandis qu'il enregistre 154 760 entrées supplémentaires en 1973, portant le cumul à 4 053 422 entrées. En fin d'exploitation, le long-métrage totalise 4 076 678 entrées.

## Exploitation ultérieure
Le film est diffusé pour la première fois à la télévision sur Antenne 2 en première partie de soirée le 23 décembre 1975. Il est rediffusé le 8 avril 1979 sur TF1, puis en 1981 et 1983. L'Inathèque, qui collecte les informations des diffusions télévisées depuis 1995, a recensé vingt-deux diffusions du long-métrage sur les chaînes hertziennes et du câble et par satellite. La plus ancienne remonte au 6 mars 1995 sur Canal+, qui le rediffuse à trois reprises durant la semaine jusqu'au 16 mars de la même année. Il a connu une diffusion sur La Cinquième en 1998, de nouveau sur Canal+ en 2004 en multidiffusion dans le cadre du Cinéma de quartier présentée par Jean-Pierre Dionnet, sur Paris Première en 2007, 2008, 2011, 2016, 2017, 2019 et 2023, sur France 2 et France 3 en 2009, sur TF6 en 2011, sur TV5 Monde en 2022 et sur C8 en 2021.
Sur support vidéo, le film est édité sur support VHS par RCV Vidéo. La première édition en DVD sort en version remastérisée chez Seven7 en août 2004 et rééditée en mai 2006. StudioCanal récupère les droits de distribution vidéo et sort le film en DVD d'abord en coffret en octobre 2011 avec trois autres films réalisés par Jean Yanne, puis individuellement en juillet 2012. La première édition Blu-ray sort en mars 2020.

## Commentaires
- Le film fut un succès public et suscita des critiques médiatiques mesurées. Jean Yanne est « surpris que la critique s'intéresse à son film et en dise du bien », mais « le film ne fait pas véritablement scandale » car s'il « secoue un peu les médias » qui soulignent des faits erronés ou exagérés, ces derniers craignent en même temps de s'attaquer à Jean Yanne qui excelle dans l'art de la critique et connaît parfaitement son sujet[24]. Ce « petit bouillonnement » provoque l'intérêt des spectateurs via le bouche à oreille, qui s'amuse d'autant plus que ce type d'humour est nouveau au cinéma, surtout dans un film français[24]. « MASH avait très bien marché en France mais on se disait que seuls les Américains osent faire ça »: sous De Gaulle et Pompidou on évite d'aller trop loin à la télé et la radio, et il y a bien les chansonniers mais ils sont cantonnés aux cabarets, aussi les gens sont vraiment contents de voir un film français qui ose[24]. « C'est un triomphe, 4 millions d'entrées en France, ce qui est énorme », et qui va ouvrir la porte à d'autres films dérangeants comme Les Valseuses et Les Bronzés[24]. Jean Yanne a beaucoup aidé à l'apparition de ce type de cinéma[24].
- Le contexte de l'époque était marqué par un contrôle très étroit de la radio et de la télévision via l'ORTF, sinon une censure : le porte-parole du gouvernement était également Ministre de l'information. Le président Georges Pompidou proclamait encore en 1970 « La télévision, c'est la voix de la France ».
- Visionnaire sur le devenir de la radio et du paysage audiovisuel actuel[25], le film repose largement sur la connaissance qu'avait de ce milieu le coscénariste Gérard Sire, par ailleurs producteur de multiples émissions pour RTL et Europe 1 avant de devenir animateur vedette de France Inter. Cette expérience était partagée par Jean Yanne lui même, chroniqueur radio et télévision[26]. C'est un film qui sert encore de référence pour le monde de la radio[24].
- Le nombre de chansons et leur importance (dont le générique Tout le monde il est beau) peuvent faire classer le film dans la catégorie des films musicaux. Il s'agit d'un penchant de Jean Yanne car on trouve beaucoup d'autres séquences musicales, souvent parodiques dans ses films (Carmeng dans Les Chinois à Paris). Deux titres sont interprétés, l'un en off (Jésus Java), l'autre en « prise directe » (Dans les bras de Jésus) par la comédienne et chanteuse Ginette Garcin. Le titre Jésus, Rends-moi Johnny est interprété (façon Sylvie Vartan, bien sûr) en « off » par la chanteuse Anne Germain, déjà doublure chantante de Catherine Deneuve dans Les Demoiselles de Rochefort et Peau d'Âne, mais ce n'est pas elle que l'on voit dans le film, et la comédienne blonde l'interprétant « face caméra » n'a malheureusement pas été identifiée à ce jour. Jean Yanne renouvellera l'année suivante ces séquences musicales avec le film Moi y'en a vouloir des sous qui s'ouvre avec un hymne parodique aux CRS (qui essuient des tirs de pavés), les syndicalistes défilent en musique et la tentative d'invasion de « l'usine modèle » est prétexte à un « Square dance » entre CRS et gauchistes.
- Le spectacle Tilt for Jesus est une parodie directement inspirée du concept album Jesus Christ Superstar repris en comédie musicale à Broadway deux ans plus tôt.
- Tito Topin : "A cette époque il y a ceux qui aiment le Christ et ceux qui aiment Che Guevara, et (Jean Yanne) va se moquer des deux"[27]. Tout le monde se met à faire du Jésus : les chaussettes Jésus, les slips Jésus[24]... Jean Yanne disait « Quitte à faire de la musique sur Jésus, je préfère quand c'était Bach et Haendel plutôt que les modernes qui n'ont rien compris à Jésus et ne le respectent pas »[24]. Jean Yanne est surpris que Che Guevara devienne une icône arborée sur des T-shirts[24].
- La phrase inventée et popularisée par Jean Yanne « Tout le monde il est beau, tout le monde il est gentil » va entrer dans le langage courant via des journalistes et hommes politiques de l'époque, soulignant l'impact de son film[24].
- Jean Yanne n'ayant trouvé aucun producteur, il créa avec Jean-Pierre Rassam sa propre société de production, Cinéquanon pour produire le film.
- 0h04 : le bidonnage de reportages « sur le terrain » réalisés en fait à l'hôtel est tout à fait véridique[24].
- 0h16 : lors du plan panoramique sur la collection de crânes des membres du personnel précédemment renvoyés par la direction, on peut voir entre-autres un crâne « Mai 68 Boffeti » qui pourrait être une allusion à Jean Boffetty, directeur photo du film, qui avait fait partie des 385 premiers signataires[28] de l'appel à la suppression du C.N.C. en mai 1968.
- 0h23 : alors que son mari regarde à la télévision une émission religieuse, Millie Thulle (Marina Vlady) lit La Cause du peuple.
- 0h56 : la tirade de Daniel Prévost sur « Mes chers amis » a été totalement improvisée par ce dernier[29].
- 0h59 : l'affiche du spectacle mentionnant Approuvé par le maire de Tours fait référence à Jean Royer, considéré comme conservateur et réactionnaire, ayant fait interdire certains films. L'affiche mentionne également une musique de Ahmed Eousme Mozzar.
- 1h18 : la femme écoutant la radio dans sa cuisine illustre la ménagère de moins de 50 ans. Jean Yanne évoque l'image de la fermière de l'Oise[30].
- Dans le générique de fin, dessiné par Tito Topin, d'étranges onomatopées apparaissent lorsqu'un piéton est percuté par un véhicule : « Crab », « Homar », « Langoost » puis « Mayonez ». Il s'agit d'une allusion à la bande dessinée Les Dossiers du B.I.D.E. La Langouste ne passera pas réalisée par Tito Topin avec Jean Yanne trois ans plus tôt. Tito Topin a également réalisé toutes les affiches, jusqu'aux peintures de la voiture Radio Plus.